# 오귀스트 포렐
오귀스트 앙리 포렐(프랑스어: Auguste-Henri Forel, 1848년 9월 1일 ~ 1931년 7월 27일)은 스위스의 개미학자, 정신의학자, 신경과학자, 정신과 의사, 우생학자이다. 뉴런 이론의 공동 창시자로 여겨지며 생애 초반에 가진 성과학, 심리학에 관한 기여로도 유명하다.

## 젊은 시절
오귀스트 포렐은 1848년 9월 1일에 스위스 제네바호와 접한 모르주에 위치한 라 그라시외즈(La Gracieuse)의 빌라에서 스위스의 칼뱅주의자인 빅토르 포렐과 프랑스 출신 위그노인 폴린 모랭 부부의 아들로 태어났다. 곤충학자였던 그의 큰 삼촌은 포렐이 어렸을 때에 곤충의 자연사를 소개했다. 포렐은 피에르 위베르의 책을 읽으면서 개미에 관심을 갖게 된다.

## 교육
포렐은 모르주와 로잔에 위치한 학교를 졸업했고 1866년에 취리히 대학교 의과대학에 입학했다. 그는 의과대학에 재학하면서 생리학, 생물학, 해부학, 체계적이고 심지어 긍정적인 것을 연구하기 위해 개미 집단을 계속 수집했다.
1871년에는 오스트리아 빈으로 가서 테오도어 마이네르트(1833년 ~ 1892년)의 제자가 되었고 그곳에서 처음으로 시상의 비교 연구를 진행했다. 그러나 포렐은 마이네르트에게 실망감을 표명했다.

## 신경과학
포렐은 다양하고 다양한 주제의 사색가로서 다양한 경력을 쌓았다. 포렐은 취리히에 있던 동안에 베른하르트 폰 구덴(1824년 ~ 1886년)의 작품에 영감을 받았다. 1873년에는 독일로 건너가서 뮌헨 크라이스이레난슈탈트에서 구덴을 보좌했다. 그는 신경해부학에서 다양한 기술을 발전시켰으며 여기에는 구덴의 마이크로톰 설계에 대한 수정이 포함된다.
1877년에는 현재 캄푸스 포렐리(Campus Foreli)로 알려진 배쪽 피개부의 핵과 섬유소 조직을 설명했다. 그는 나중에 뮌헨에 위치한 루트비히 막시밀리안 대학교에서 강사로 근무하는 한편 개미에 대한 연구도 계속했다.

### 뉴런 이론
포렐은 실험을 통해 뉴런이 신경계의 기본 요소라는 사실을 입증했다. 그는 신경근 접합부가 단순한 접촉에 의해 전달되며 섬유의 문합이 필요하지 않다는 것을 발견했다. 이것은 포렐의 접촉 이론이라고 불리게 되었다.
"뉴런"이라는 단어는 1891년에 하인리히 빌헬름 고트프리트 폰 발다이어하르츠가 포렐과 다른 사람들이 집필한 논문에 대한 평가를 출판하면서 만들어졌다. 발다이어는 실제로 어떠한 연구도 수행하지 않고 생각을 종합하여 널리 읽히는 저널인 《도이체 메디치니셰 보헨슈리프트》(Deutsche medizinische Wochenschrift, 독일 의학 주간지)에 발표하여 그를 인기 있게 만들었다. 포렐은 발다이어의 명성에 대해 매우 분개했고 신경해부학과 신경학에 대한 발다이어의 관심이 감소하는 데 기여한 것으로 생각된다.
포렐은 1877년에 뇌의 불활조 부분을 처음 연구했다. 그는 이 부분에 대해 "확실한 것은 아무 것도 말할 수 없는 공간"이라고 명명했다. 포렐은 1879년에 취리히 대학교 의과대학에서 정신의학 교수로 임명되었다. 그는 또한 취리히 대학교 산하 정신병원인 부르크횔츨리(Burghölzli)의 임시 원장직을 맡았는데 그곳에서 300명의 환자들을 치료하는 2명의 다른 의사들과 함께 일했다. 포렐은 이 병원에서 19년 동안 근무하면서 심신상실, 감옥 개혁, 사회 도덕에 관한 논문을 발표했다.

## 개미학

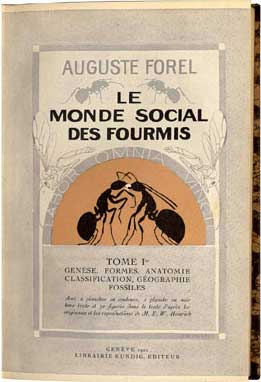
오귀스트 포렐의 저서 《개미의 사회적 세계》(1921년)의 표지

### 개미학과 관련된 저서

#### 스위스의 개미들 (1874년)
20대 초반에 스위스 남부로 현장 학습을 다녀온 포렐은 450쪽에 달하는 에세이인 《스위스의 개미들》(Les fourmis de la Suisse)를 썼는데 이 에세이는 1874년부터 시작된 《스위스 과학 저널》에서 3부작으로 처음 출판되었다. 포렐은 이 에세이를 통해 스위스 자연사 협회에서 수여하는 샤플리상을 수상했다. 포렐은 이 에세이가 1874년에 책으로 출판되었을 때에 찰스 다윈에게 1부를 보냈고 다윈은 그의 작품을 칭찬했다. 파리 과학 아카데미는 또한 그에게 소르상을 수여했다. 포렐이 1874년에 발표한 450쪽 분량의 논문은 문화적 중요성 때문에 학자들에 의해 선정되었다. 찰스 다윈은 포렐의 《스위스의 개미들》을 극찬했다. 이 책은 1890년에 재출간되었을 때에 영어로 번역되었다.
영국의 백과사전 편집자인 존 알렉산더 해머턴은 1937년에 출간된 저서 《위대한 책의 개요》에 게재된 〈곤충의 감각: 오귀스트 포렐〉 장에서 포렐이 1874년에 지은 《스위스 개미에 관한 상 에세이》를 칭찬했다. 해머턴은 "한 학생이 곤충 심리학에 기여한 것 중 가장 중요한 것이라고 말했다... 그는 곤충의 감각과 지능을 주요 연구 대상으로 삼았다. 곤충에 대한 그의 연구는 인간의 심리학 연구에 도움이 되었고 그 자체로 아마도 한 학생이 만든 곤충 심리학에 가장 중요한 기여를 했을 것이다."라고 평가했다.

#### 1885년 곤충의 감각 (1908년)
포렐은 1886년에 개미의 의사소통을 더 잘 이해하기 위한 실험을 진행하던 과정에서 서로 다른 종에 속한 많은 개미들의 더듬이를 제거한 다음에 그들의 행동을 관찰하기 위해 상자에 넣었다. 그는 더듬이가 없는 개미들이 더 이상 다른 개미들에게 공격적이지 않다는 것을 발견했다. 이것은 개미들이 아군과 적을 구별하기 위해 안테나를 사용한다는 그의 주장을 확인시켜주었다. 포렐은 1908년에 이러한 발견을 담은 《곤충의 감각》(The Senses of Insects)이라는 제목의 영어 논문을 발표했다. 2016년에는 《스미스소니언 매거진》(Smithsonian Magazine)에 논문을 게재한 저자가 자신의 연구 과정에서 포렐을 인용했다. 이 실험은 1880년대에 수행된 일련의 실험 중 하나로 당시 독일어로 출판되었다. 1908년에 출간된 영어 번역본에는 이전에 출판된 이 주제에 대한 몇 가지 연구가 포함되어 있다.

#### 개미의 사회적 세계 (1921년)
포렐은 1919년에 잘 알려진 동물 전문 화가인 에리히 W. 하인리히를 고용했다. 하인리히는 5권으로 구성된 포렐의 생태학적 대작인 《인간과 비교한 지구 개미의 사회적 세계》(Le Monde social des fourmis du Globe comparé accelui de L'homme)에서 그와 함께 작업했다. 이 책은 1921년에 프랑스어로 출판되었고 1928년에 영어로 출판되었다.
말리노프스키는 1924년에 《네이처》(Nature)에 게재한 포렐의 《개미의 사회 세계와 자연의 인간 세계 비교》(Le Monde social des fourmis, compareé à celui de l'homme in Nature)에 대한 평가에서 인간의 사회를 동물의 사회와 비교함으로써 사회와 유기체 사이의 유추를 문자 그대로 받아들이며 "체계적 사회학의 대부분의 초기 시도를 오도하고 파괴했다."고 밝혔다. 그는 "사회 속의 인간 개인과 다른 살아있는 유기체의 관계"를 비교하는 것은 가치가 제한적이라고 지적했다.
포렐은 1914년에 스위스를 방문한 영국의 곤충학자인 호레이스 도니스소프와 좋은 친구가 되었다. 포렐의 열렬한 사회주의적인 견해는 종종 두 사람 사이에 정치적 논쟁을 일으켰다. 도니스소프는 1927년에 출간된 《영국 개미: 그들의 삶의 역사와 분류》(British Ants: their life history and classification)에서 "나는 개미들이 정치적 논쟁에서 무기로 사용되는 것에 대해 항의하고 싶다. 내 생각에 곤충학적 연구는 어떤 종류의 정치 이론의 도입을 위한 적절한 수단이 아니며 그들의 눈에 띄는 광고에 대해서는 더더욱 아니다."고 지적했다.

### 그 외의 개미학 연구
포렐은 1898년에 개미들 사이에서 일어난 영양교환을 발견한 공로를 인정받았다.

## 유산

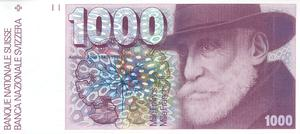
오귀스트 포렐의 초상화가 그려진 스위스의 1,000프랑 지폐

1986년에 스위스 취리히에서 오귀스트 포렐의 생애를 주제로 한 순회 전시회인 《오귀스트 포렐: 자연주의자, 사회 개혁가, 의사》(August Forel: Arzt Naturforscher Sozialreformer)가 열렸고 2년 뒤에는 베른에서 열렸다. 취리히 뇌 연구소의 설립자인 콘라트 아케르트는 포렐을 "역할 모델"로 묘사했고 그의 공헌을 "사회 개혁가"와 "기념비"로 묘사했다.
취리히에서 활동했던 정신과 의사인 베른하르트 퀴헨호프는 2008년에 발간된 《정신과의 역사》 저널에서 1980년대에 열린 전시회를 인용한 기사에서 21세기의 관점에서 아케르트의 판단은 수정되어야 한다고 지적했다. 퀴헨호프는 해당 전시회들이 포렐의 "(잠재적인) 인종차별적이고 우생적인 생각"과 그와 관련된 사회적 행동주의를 무시하고 언급하지 않았기 때문에 포렐의 삶에 대한 "완전한 표현"을 적절하게 반영하지 못했다고 지적했다. 퀴헨호프는 자신이 이러한 주제에 대한 포렐의 견해에 관심을 끌기 위해 노력했지만 "편향적인 판단의 위험성"에 대해 경고했다고 말했다.
포렐의 초상화는 1978년부터 2000년까지 발행된 스위스의 1,000프랑 지폐에 사용되었다.

## 사생활

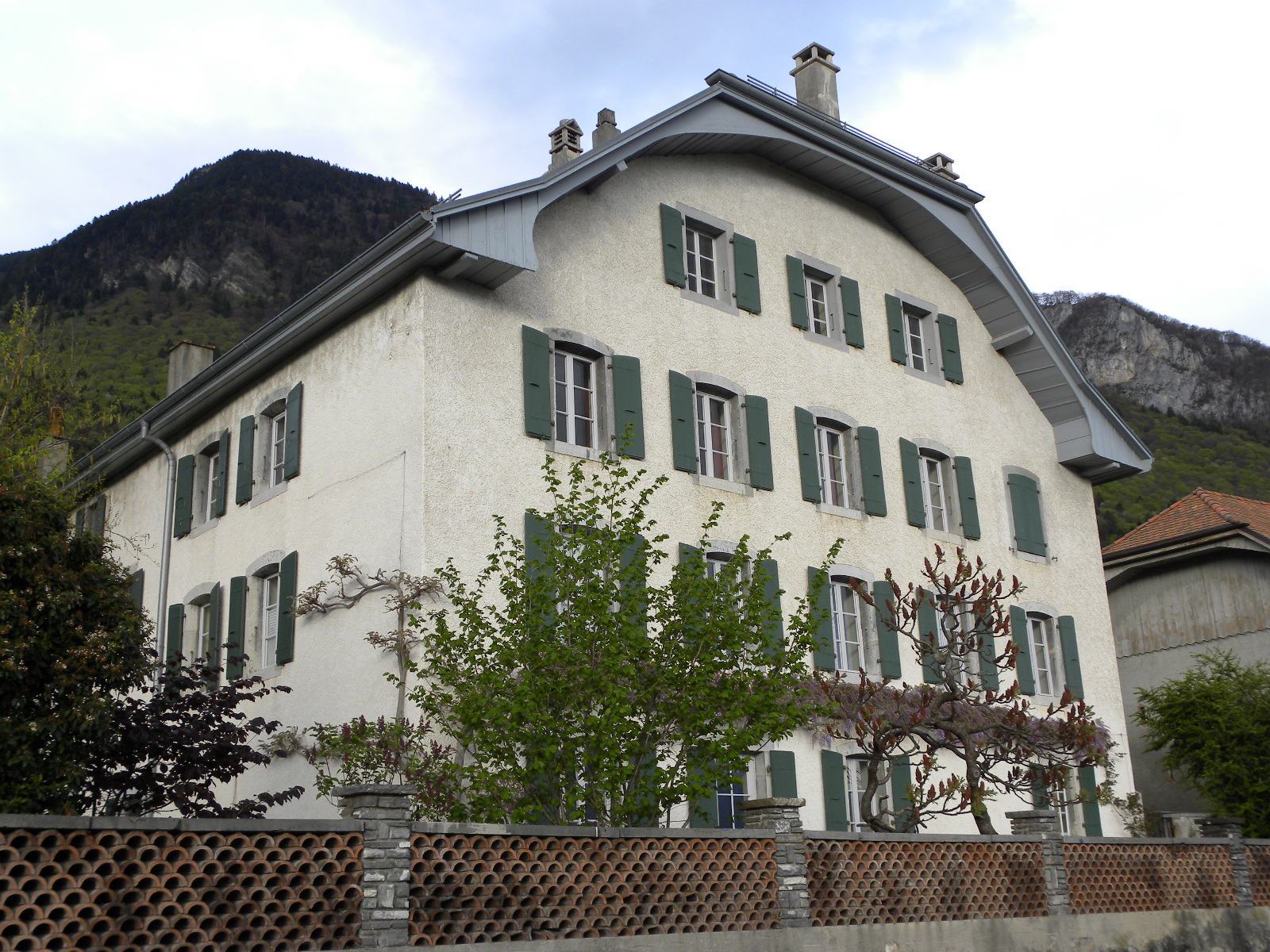
오귀스트 포렐 가족이 거주했던 이보른의 라 푸르밀리에르

오귀스트 포렐은 자신의 집을 "개미 식민지"라는 뜻을 가진 '라 푸르밀리에르'(La Fourmilière)라고 명명했다. 1900년경에는 우생학자가 되었다. 포렐은 1912년에 오른쪽 옆구리를 마비시키는 뇌졸중을 겪었지만 왼손으로 글을 쓰는 것을 독학했고 연구를 계속할 수 있었다. 포렐은 자신의 사위인 아르투어 브룬스(오귀스트 포렐의 딸인 마르타 포렐과 결혼함)로부터 종교에 대해 들은 다음에 1920년에 바하이 신앙의 일원이 되었다.
이것은 교조도 성직자도 없이 우리의 이 작은 지구상의 모든 남자들을 하나로 묶는 인간의 사회적 선의 참된 종교입니다. 나는 바하이 신앙인이 되었습니다. 이 종교가 인류의 이익을 위해 살고 번영하기를, 이것이 나의 가장 간절한 소망입니다. — 오귀스트 포렐

1922년에는 압둘 바하의 명판으로 알려진 《포렐에게 보내는 편지》를 받았다. 이 편지는 압둘 바하가 포렐에게 광물, 식물, 동물, 인간 세계의 차이, 인간의 영적 본성, 신이 존재하는 증거를 설명하는 내용을 담고 있다. 포렐은 불가지론자였고 오늘날의 바하이 신앙과는 달리 강력한 반자본주의자였다고 한다.
포렐은 1883년 8월에 에마 슈타인하일과 결혼하여 4명의 딸과 2명의 아들을 두었다. 포렐과 그의 가족은 1903년에 제네바호 근처의 이보른에 위치한 집인 라 푸르밀리에르로 이사했다. 포렐은 1931년 7월 27일에 이보른에서 사망했는데 이틀 후에 로잔에서 그의 유해가 화장 처리되었다.

## 참고 문헌
A
- Anctil, Michel (2015년). 《Dawn of the Neuron: The Early Struggles to Trace the Origin of Nervous Systems》. Montreal & Kingston, London, Chicago: McGill-Queen's University Press. ISBN 978-0-7735-4571-7.

B
- Banani, Sheila (2005년). 〈The Life and Times of August Forel〉 (PDF). 《Lights of 'Irfán - Papers Presented at the 'Irfán Colloquia and Seminars; Book VI》. Evanston, IL: 'Irfán Colloquia. 2023년 1월 27일에 확인함.

D
- Donisthorpe, Horace St John Kelly (1927년). 《British Ants: Their Life History and Classification》 2판. London: Routledge.

E
- Capinera, J.L., 편집. (2008년). 〈Forel, Auguste Henri〉. 《Encyclopedia of Entomology》. Dordrecht: Springer. 1517쪽. doi:10.1007/978-1-4020-6359-6_3870. ISBN 978-1-4020-6242-1.

F
- Forel, Auguste (1874년). 《Les Fourmis de la Suisse, Systématique, notices anatomiques et physiologiques, architecture, distribution géographique, nouvelles expériences et observations de moeurs》. Genève and Lyon: H. George, Bale Basel. 2023년 1월 27일에 확인함 – Medical Heritage Library 경유. This work has been selected by scholars as being culturally important, and is part of the knowledge base of civilization as we know it.
- Forel, Auguste (1874a). “Les fourmis de la Suisse : systématique, notices anatomiques et physiologiques, architecture, distribution géographique, nouvelles expériences et observations de moeurs”. 《Neue Denkschriften der Allgemeinen schweizerischen Gesellschaft für die gesamten Naturwissenschaften》 (Zürich: Druck von Zürcher und Furrer).
- Forel, Auguste (1877년). “Untersuchungen über die Haubenregion und ihre oberen Verknüpfungen im Gehirne des Menschen und einiger Säugethiere, mit Beiträgen zu den Methoden der Gehirnuntersuchung”. 《Archiv für Psychiatrie und Nervenkrankheiten》 7 (3): 393–495. doi:10.1007/BF02041873. S2CID 19208861.
- Forel, Auguste (1908년). 《The Senses of Insects》. 번역 MacLeod Yearsley. Methuen & Company. 375쪽. OCLC 37690828. 2023년 1월 28일에 확인함 – Internet Archive Open Library 경유. With a preface by MacLeod Yearsley.
- Forel, Auguste (1921년). 《Le Monde social des fourmis du Globe comparé à celui de L'homme》 (프랑스어). Genève: Kündig. OCLC 493589913. Contents: Volume 1: Genèse, formes, anatomie classification, géographie, fossiles; Volume 2:  Sensations, physiologie, fourmis et plantes, hôtes, parasites, nids; Volume 3: Appareils d'observation. Fondation des fourmilières. Moeurs à l'intérieur des nids. Bétail, jardins, fourmis parasites. Appendice. La guerre des fourmis...par Edouard Bugnion; Volume 4: Alliances et guerres. Parabiose, lestobiose, esclavagisme; Volume 5: Moeurs spécialisées Epilogue, les fourmis. Les termites et l'homme.
- Forel, August (1928년). 《The Social Life of Ants》. 번역 C.K. Ogden. London and New York: Putnam’s Sons.

H
- Haeberle, Erwin J. (1986년 2월 19일). “Auguste Forel - The First Swiss Sexologist”. 2008년 3월 13일에 원본 문서에서 보존된 문서. 2008년 2월 23일에 확인함.
- Hammerton, John Alexander (1937년). 《Outline of Great Books》. New York: Wise & Co. 2023년 1월 27일에 확인함.

K
- Kropotkin, Peter (2017년 1월 14일). 〈Section 4〉. 《Anarchist Morality》. RevoltLib. Forel, that inimitable observer of ants, has shown by a mass of observations and facts that when an ant who has her crop well filled with honey meets other ants with empty stomachs, the latter immediately ask her for food. And among these little insects it is the duty of the satisfied ant to disgorge the honey that her hungry friends may also be satisfied.
- Kuechenhoff, Bernhard (2008년 6월). “The psychiatrist Auguste Forel and his attitude to eugenics”. 《History of Psychiatry》 19 (2): 215–223. doi:10.1177/0957154X07080660. PMID 19127840. S2CID 41797145.:217

L
- López-Muñoz, Francisco; Boya, Jesús; Alamo, Cecilio (2006년 10월 16일). “Neuron theory, the cornerstone of neuroscience, on the centenary of the Nobel Prize award to Santiago Ramón y Cajal”. 《Brain Research Bulletin》 1 (4–6): 391–405. doi:10.1016/j.brainresbull.2006.07.010. PMID 19127840. S2CID 11273256 – Wikipedia Library and ScienceDirect 경유.

M
- Malinowski, B. (1924년 7월 19일). “Le Monde social des fourmis, compareé à celui de l'homme”. 《Nature》 114 (2855): 79–82. Bibcode:1924Natur.114...79M. doi:10.1038/114079a0. S2CID 32501889.
- Meier, R. (1986년). 《August Forel: Arzt Naturforscher Sozialreformer》. Exhibition catalogue. Zürich: Universität Zürich.
- Meier, R. (1988년). 《August Forel: Arzt Naturforscher Sozialreformer》. Exhibition catalogue. Bern: Universität Zürich. 159쪽. OCLC 17740863.
- Parent, André (2003년). “Auguste Forel on Ants and Neurology” (PDF). 《Can. J. Neurol. Sci.》 30 (3): 284–291. doi:10.1017/S0317167100002754. PMID 12945958. S2CID 36603313.

V
- Vonmont, Anita (2007년 3월 26일). “Un passé en lien avec le présent” (PDF). 《SNF Horizons》. 9–15면. 2023년 1월 27일에 확인함.

W
- Wei-Haas, Maya (2016년 3월 29일). “Antennae Yield New Clues Into Ant Communication”. 2023년 1월 28일에 확인함.